# Mugil trichodon
Mugil trichodon är en fiskart som beskrevs av Poey, 1875. Mugil trichodon ingår i släktet Mugil och familjen multfiskar. Inga underarter finns listade i Catalogue of Life.